# 徳島県立男女共同参画交流センター
徳島県立 男女共同参画交流センター（とくしまけんりつ だんじょきょうどうさんかくこうりゅうセンター）は、徳島県徳島市山城町にある男女共同参画社会に関する施設。愛称は「フレアとくしま」。徳島県立産業観光交流センター（アスティとくしま）、徳島工芸村と隣接している。

## 沿革
- 2010年（平成22年）6月1日 - ネーミングライツ制度（施設命名権の売却）の適用により、施設（愛称）名は株式会社ときわが獲得し「ときわプラザ（男女共同参画交流センター フレアとくしま）」となっている。

## 施設
- 1階
  - 事務室
  - 相談室
  - 図書資料・閲覧室
  - 情報コーナー
  - メールボックスコーナー
  - 作業室
  - 子育て総合支援センターみらい

- 2階
  - ブライダルコアときわホール
  - 親子室
  - 研修室 1
  - 研修室 2
  - 展示ギャラリー
  - 学習室
  - 交流スペース
  - 授乳室
  - こども室

## 利用時間
- ブライダルコアときわホール、研修室　09：00 ～ 21：00
- 展示ギャラリー　10：00 ～ 18：00
- こども室　10：00 ～ 18：00
- 事務室　10：00 ～ 18：00

## 交通
- 徳島バス「山城町ふれあい健康館」行「文理大学前」下車すぐ。
- 徳島バス「橘西」行・「横瀬西」行（バイパス経由）、「文理大西口」下車。